# Прантль, Карл фон
Карл фон Прантль (нем. Carl von Prantl; 8 января 1820, Ландсберг-на-Лехе — 14 сентября 1888, Оберстдорф) — германский филолог, философ

 и педагог.

## Биография
В возрасте 17 лет поступил в Мюнхенский университет изучать древние языки, спустя четыре года окончив его с учёной степенью. Выиграв стипендию, в 1842/1843 учебном году стажировался в Берлине. Вернувшись в Мюнхенский университет, в 1847 году стал в нём экстраординарным, а в 1859 году ординарным профессором филологии; в 1864 году стал одновременно профессором философии. С 1848 года состоял членом-корреспондентом Баварской академии наук, действительным членом стал в 1857 году. Был также членом Берлинской академии наук. В 1872 году был за свои заслуги награждён рыцарским крестом ордена «За заслуги перед баварской короной» и, таким образом, возведён в личное дворянство. В 1879/1880 учебном году избирался ректором Мюнхенского университета.
Как учёный-философ Карл фон Прантль занимался в первую очередь изучением трудов Аристотеля; известность получил своей историей логики («Geschichte der Logik», Лейпциг, 1855—1870, 2-е издание — 1885). Из работ его об Аристотеле известны «Aristoteles über die Farben» (1849); «Aristoteles acht Bücher der Physik» и «Vier Bücher über das Himmelsgebäude» (1854—1857). Другие известные его работы: «Die gegenwärtige Aufgabe der Philosophie» (1852), «Verstehen und Beurteilen» (1877).
Его сын Карл Антон Ойген Прантль также посвятил свою жизнь науке.